# Marco Rizzo
Marco Rizzo este un om politic italian, membru al Parlamentului European în perioada 2004-2009 din partea Italiei.
1. ↑  storia.camera.it, accesat în 2 aprilie 2022
2. ↑  Deputații în Parlamentul European